# Niakaramandougou
 Niakaramandougou è una città, sottoprefettura e comune della Costa d'Avorio, situata nella regione di Hambol. È capoluogo dell'omonimo dipartimento e conta una popolazione di 49 824 abitanti (censimento 2014).